# W nieznane
W nieznane (ang. Approaching the Unknown) – amerykański film fabularny z 2016 roku w reżyserii Marka Elijaha Rosenberga, wyprodukowany przez wytwórnie Paramount Pictures i Vertical Entertainment. Główne role w filmie zagrali Mark Strong, Luke Wilson i Sanaa Lathan.

## Fabuła
Kapitan William D. Stanaforth (Mark Strong) ma być pierwszym człowiekiem, który postawi stopę na powierzchni Czerwonej Planety. Doświadczony astronauta musi się zmierzyć z odosobnieniem, tęsknotą za rodziną oraz problemami technicznymi.

## Obsada
- Mark Strong jako kapitan William D. Stanaforth, the astronaut venturing to Mars.
- Luke Wilson jako Louis Skinner (Skinny)
- Sanaa Lathan jako kapitan Emily Maddox
- Charles Baker jako kapitan Frank Worsely
- Anders Danielsen Lie jako Greenstreet

## Odbiór

### Krytyka
Film W nieznane spotkał się z mieszaną reakcją krytyków. Na portalu Metacritic średnia ocen z 13 recenzji wyniosła 53 punkty na 100.